# Arxipèlag d'Estocolm

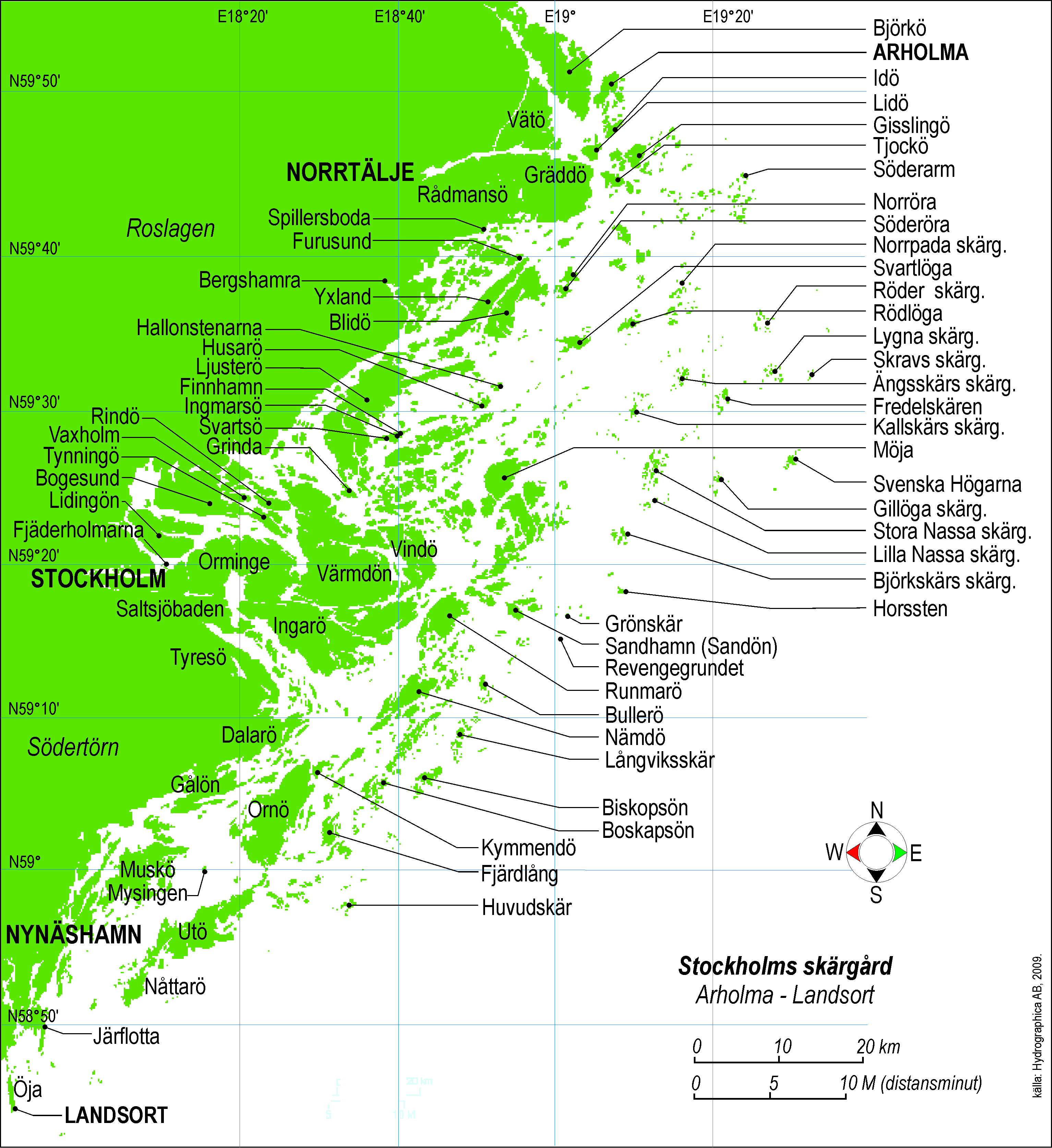
Mapa de l'arxipèlag d'Estocolm, que cobreix l'àrea des d'Arholma al nord fins Landsort al sud.

L'Arxipèlag d'Estocolm (Stockholms skärgård) és l'arxipèlag més gran de Suècia, i un dels arxipèlags més grans de la mar Bàltica.

## Geografia
L'arxipèlag s'estén des d'Estocolm uns 60 kilòmetres a l'est. En direcció nord-sud segueix la costa de les províncies de Södermanland i Uppland, anant des de l'illa d'Öja, al sud de Nynäshamn, a Väddö, al nord de Norrtälje. A més a més hi ha un grup d'illes més separades al nord, prop de la ciutat d'Öregrund. En total hi ha unes 30,000 illes i illetes. Algunes de les illes més conegudes són Dalarö, Finnhamn, Grinda, Husarö, Ingarö, Isö, Ljusterö, Möja, Nämdö, Rödlöga, Tynningö, Utö, Svartsö i Värmdö.
La forma de l'arxipèlag es modifica contínuament perquè el terreny s'eleva. Les illes s'aixequen uns 5 mil·límetres cada any. A l'època dels Vikings la forma de l'arxipèlag ja començava a ser similar a l'actual.

## Cultura
Molts poetes, autors i artistes han estat influïts i fascinats per l'Arxipèlag d'Estocolm. Entre ells August Strindberg (p. ex., Gents d'Hemsö / Hemsöborna), Ture Nerman, Roland Svensson, Ernst Didring, Aleister Crowley i Henning Mankell (Sabates italianes / Italianska Skor).

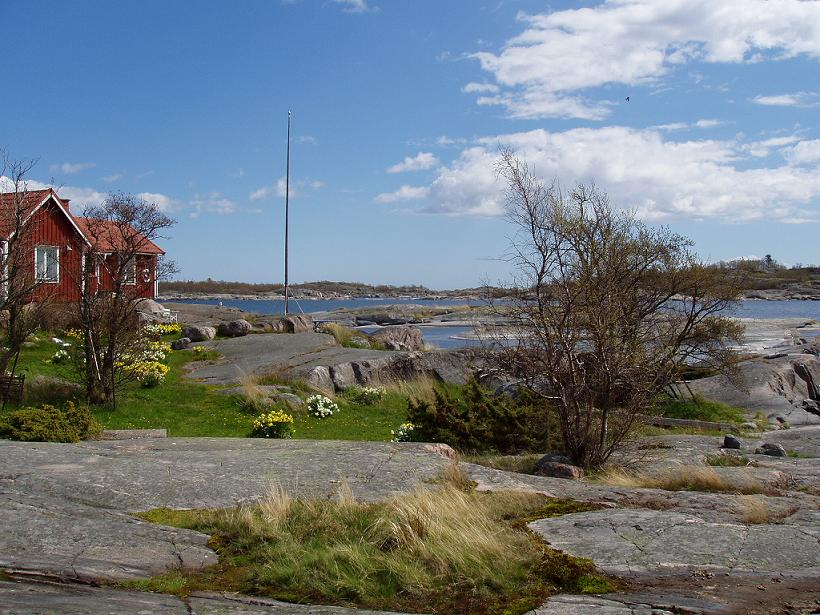
'Björkskär' l'illa principal que inclou un grup d'illes de l'arxipèlag exterior. Foto: Maig 2005.

## Viatges
La visita de les illes més grans és fàcil tot l'any, però durant l'hivern les rutes depenen de les condicions del gel. Algunes companyies hi tenen rutes regulars. D'entre les companyies cal destacar Waxholmsbolaget, que és la més gran i que és propietat del govern del Comtat d'Estocolm. Hi ha també vaixells-taxi. Durant l'estiu hi ha vaixells privats que aprofiten el Allemansrätt, una llei que permet que qualsevol pugui ancorar en qualsevol lloc que no estigui massa prop d'edificis.

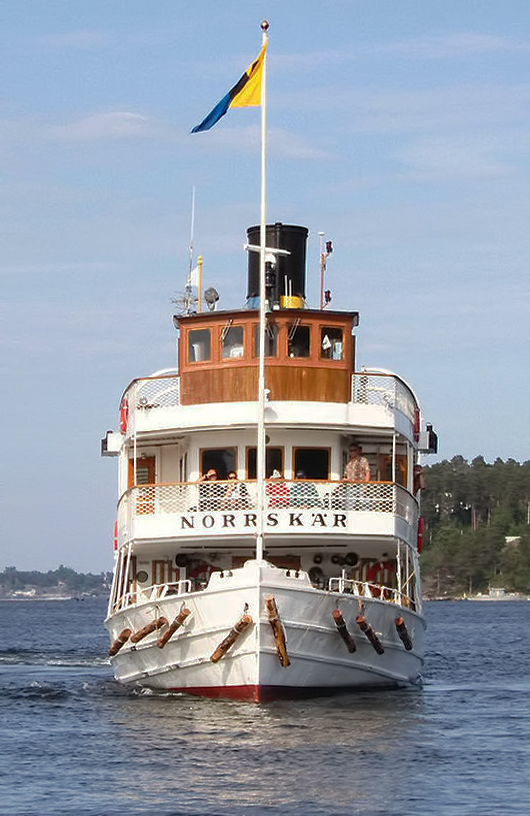
S/S Norrskär, vaixell de passatgers que va ser introduït cap a l'any 1900. Foto: 2005.

### Illes
| Illes més grans de nord a sud: - Blidö - Yxlan - Ljusterö - Ingmarsö - Möja - Vindö - Värmdö - Ingarö - Runmarö - Nämdö - Ornö - Muskö - Utö - Torö | Altres illes conegudes: - Arholma - Fejan - Furusund - Husarö - Svartsö - Svartlöga - Rödlöga - Fjäderholmarna - Sandön (Sandhamn) - Grönskär (ost om Sandhamn) - Bullerö - Öja (Landsort) | ...i més illes de l'arxipèlag: - Norrpada skärgård - Rödlöga skärgård - Gillöga - Fredlarna - Stora Nassa - Lilla Nassa - Ängskärs skärgård - Kallskärs skärgård - Lygna skärgård - Björkskär - Horssten - Svenska Högarna - Huvudskär |

### Ciutats
| Arxipèlag interior - Kapellskär - Grinda - Dalarö - Nynäshamn - Vaxholm | Mig - Furusund - Finnhamn - Möja - Stavsnäs - Utö | Arxipèlag exterior - Landsort - Sandhamn |